# 新町 (台南市)
新町（しんまち）は、日本統治時代の台湾における、台南州台南市の行政区画。その範囲は清代の旧街名で南頭角、中頭角、北頭角に相当する。
日本が統治を開始した当初の台南市では、南河街が著名な風俗地区となっていた。1919年4月、台南庁令第3号が公布され、新町一丁目および二丁目に対して、台湾人の貸座敷営業地域を設定した。第二次世界大戦後、新町という町名は廃止されたが、通称地名として新町は残り、市民の間で使われ続けた。この流れは、1980年代に娼妓制度が改革されるまで続いた。

## 名称
1916年の町名改正にて、台南市の西南部に「玉皇町」「塩埕町」「新町」の3町を設置する計画を立てた。その後、台南庁の審査にて玉皇町は「魚行町」に、塩埕町は「塩町」にの変更を考えたが、最終的に「塩町」「新町」の2町設置を決定した。その後、塩町を「浜町」と改めた。これら決定は同年11月3日の公告され、1919年4月1日に正式施行された。

## 町の施設
- 新町遊廓
- 新町稲荷社
- 台南婦人病院